# (4262) DeVorkin
(4262) DeVorkin – planetoida z głównego pasa planetoid okrążająca Słońce w ciągu 3,49 lat w średniej odległości 2,3 au. Odkryli ją dwaj japońscy astronomowie amatorzy Masaru Arai i Hiroshi Mori 5 lutego 1989 roku w Yorii. Została nazwana na cześć Davida H. DeVorkina (ur. 1944) – przewodniczącego Oddziału Historii Astronomii w American Astronomical Society (1997-1999), kuratora w National Air and Space Museum od 1981 roku.